# Campylomyza boulderi
Campylomyza boulderi är en tvåvingeart som beskrevs av Ephraim Porter Felt 1908. Campylomyza boulderi ingår i släktet Campylomyza och familjen gallmyggor.
Artens utbredningsområde är Colorado. Inga underarter finns listade i Catalogue of Life.